# Розбійники мимоволі
Розбійники мимоволі (нім. Wer reißt denn gleich vorm Teufel aus інша назва: Чорт з трьома золотими волосками) — німецький фільм-казка режисера Егона Шлеґела, за мотивами казки братів Ґрімм «Чорт з трьома золотими волосками».

## Сюжет
Юнак Якоб і принцеса Розалінда кохають один одного. Король обіцяє юнакові віддати дочку в дружини тільки в тому випадку, якщо Якоб виконає його завдання: він повинен відправитися в пекло до біса за трьома золотими волосками.
По дорозі Якоб бачить багато страждань і смерть невинних людей. Йоанас, розбійник мимоволі, говорить юнакові, що причину цих народних лих знає тільки чорт. Якоб повертається переможцем з трьома золотими волосинами. Зараз він усвідомлює, що передумовою страждань людських є король. 
Якоб одружується з принцесою, а злий король справедливо покараний.

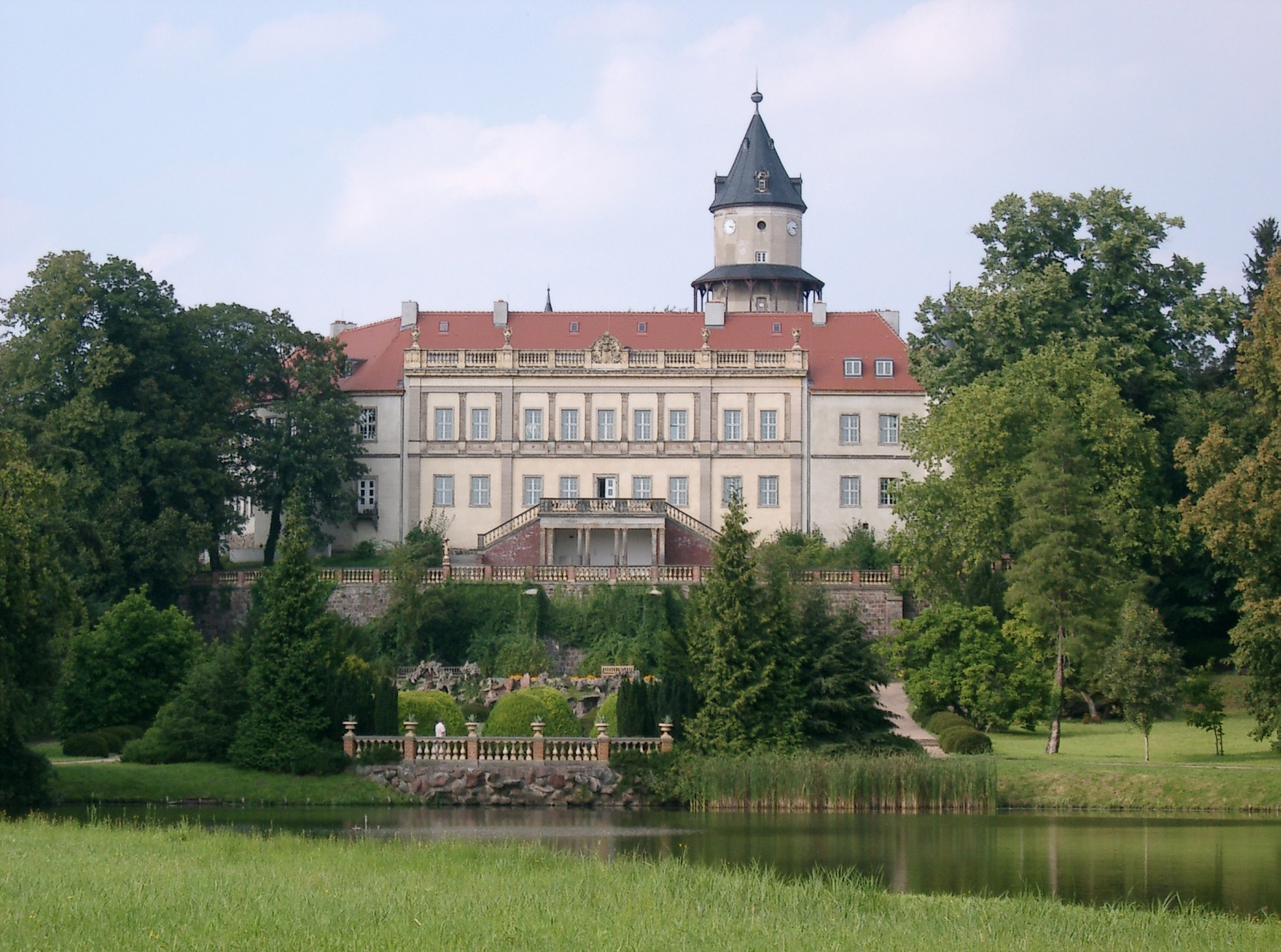
Палац Візенбурґ, тут проходили зйомки фільму

## У ролях
| Актор              | Роль                |
| ------------------ | ------------------- |
| Ганс-Йоахім Франк  | Якоб                |
| Катрін Мартін      | принцеса            |
| Рольф Людвіґ       | король              |
| Дітер Франке       | Чорт                |
| Вольфґанґ Ґреезе   | збирач податків     |
| Ганньо Хассе       | гофмаршал           |
| Фред Людвіґ        | мисливець           |
| Ганс Клерінґ       | капелан             |
| Гаррі Меркел       | письменник          |
| Ганс-Петер Райніке | ватажок розбійників |
| Петер Фрідріхсон   | розбійник           |
| Ернст-Ґеорґ Швілль | господар            |
| Горст Папке        | розбійник           |
| Петер Домміш       | розбійник           |
| Петер Кьонке       | генерал             |
| Курт Радеке        | Йонас               |
| Пауль Аренкенс     | сусід               |